# 제이 언더우드

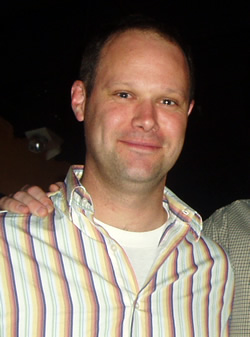

제이 언더우드(Jay Underwood, 1968년 10월 1일 ~ )는 미국의 배우, 텔레비전 배우, 목사이다.
미니애폴리스에서 태어났다.

## 영화
- 노 그레이터 러브 (2009년)
- 내 생애 최고의 데이트 (2004년)
- 44분 - 헐리우드 북쪽 (2003년)
- 회상 (1997년)
- 죽음의 처방 (1996년)
- 어 리즌 투 빌리브 (1995년) - 짐 커랜 역
- 모래 인간 (1995년)
- 모델 라인 (1994년)
- 브라인드에 비친 살인 (1994년)
- 와이어트 어프 - 툼스톤으로 돌아오다 (1994년)
- 내 사랑 사이보그 3 (1992년)
- 흑백 청춘 (1992년)
- 영 인디아나 존스 (1992년)
- 내 사랑 사이보그 2 (1989년)
- 아저씨는 못말려 (1989년)
- 투명인간 대소동 (1988년) - 그로버 던 역
- 아메리칸 드림 (1988년)
- 내 사랑 사이보그 (1987년)
- 하늘로 날아간 소년 (1986년)
- 열사의 꽃 (1986년)